# Aspidopterys hirsuta
Aspidopterys hirsuta là một loài thực vật có hoa trong họ Malpighiaceae. Loài này được (Wall.) A.Juss. mô tả khoa học đầu tiên năm 1840.